# Chlorissa lataria
Chlorissa lataria là một loài bướm đêm trong họ Geometridae.